# كأس الاتحاد 1984
كأس الاتحاد 1984 هو الموسم 22 من  كأس فيد. أقيم خلال الفترة 15 يوليو 1984 وحتى 22 يوليو 1984، وفاز فيه منتخب تشيكوسلوفاكيا لكأس فيد.